# Velames
Els Velames o Velama Rao és una casta que viu principalment a Andhra Pradesh. Les primeres mencions de "Velama" com a nom d'una comunitat daten del segle xvii. Els velames sovint afegeixen el títol Rao al nom de la comunitat i s'anomenen ells mateixos com Velama Rao.

## Origen i història
El Velames són esmentats per aquest nom el segle xvii i en el segle següent alguns van exercir com a zamindars sota els reis de Golconda, els quals els van donar poders considerables sobre regions petites a Andhra Pradesh. Els reis van escollir distingir entre aquests diversos grups velames adoptant un sistema de rangs. Això va causar una competició per ser col·locats al front de les comunitats Velama, resultant en les rivalitats basades en el reconeixement de riquesa i honors que històricament havien estat concedides. Entre els que van venir per dominar hi havia els Velugotis de Venkatagiri, al districte costaner de Nellore, i els Appa Raos de Nuzvid. Tots dos reclamaven ser reconeguts com a clans reials, mentre altres grups significatius van incloure els Pittapore Raos i el Ranga Raos. Els velugotis remuntaven la seva història al segle xii i havien viscut en diversos llocs abans d'establir-se al districte de Nellore el 1695; el seu prestigi esdevingué tal que els anys 1870 els seus fills van ser adoptats com a hereus per dirigents de clans velames rivals, com els Pittapores, el llinatge propi dels quals s'extingia a causa d'infertilitat o per la mort primerenca dels nens mascles. Tals arranjaments van realçar l'estatus de l'adoptant i la influència dels Velugotis.

## Relació amb el Padmanayaka Velama
Segons Cynthia Talbot, qui ha desacreditat les teories dels historiadors del raj britànic era, els termes Velama i Padmanayaka Velama no són sinònims. Velama i Padmanayaka va ser llistat com a comunitats separades al Bhimeswara Puranamu.